# Sappō
Ne pas confondre avec Sappo, bande dessinée d'E. C. Segar.
Le sappō (殺法) (méthode pour tuer) est l'art qui consiste à infliger des dégâts corporels par pressions ou frappes sur des points vitaux appelés kyūsho (急所). Ces points sont aussi appelés tsubo (壷) en acupuncture. Cet art n'est pas une discipline martiale à part entière, elle est liée à la croyance en une énergie vitale appelée ki (気) qui parcourrait des méridiens le long du corps humain. Cette croyance est issue de la médecine traditionnelle chinoise et de l'acupuncture.
Son opposé, l'art de guérir ou de réanimer en utilisant ces points vitaux s'appelle le kappō (活法) (méthode de ressuscitation) et ses techniques des katsu (活) (réanimation) auxquelles viennent s'ajouter les techniques de réduction des luxations appelées seifuku (整復) (remettre en ordre) ou seikotsu (整骨) (réalignement des os).